# The Crow – Die Rache der Krähe
The Crow – Die Rache der Krähe (Originaltitel: The Crow: City of Angels) ist ein US-amerikanischer Thriller von Tim Pope aus dem Jahr 1996. Die Titelrolle beruht auf der Comic-Serie The Crow.

## Handlung
Ashe Corven und sein kleiner Sohn werden von einer Gang getötet, als sie Zeugen eines Drogenhandels werden. Geplagt vom Schmerz über den Tod seines Sohnes, wird Corvens Seele von einer Krähe zurückgebracht und sein Körper erwacht zu neuem Leben. Er besitzt nun außergewöhnliche Fähigkeiten. Unter anderem heilen auch schlimmste Verletzungen innerhalb von Sekunden, was ihn unsterblich macht (denn er ist ja bereits tot); des Weiteren kann er andere Menschen seine Emotionen spüren beziehungsweise seine Gedanken sehen lassen. Sarah, die im ersten Film als junges Mädchen eine Freundin von Eric Draven ist, hilft ihm, sich an die Umstände zu erinnern, die zu seinem Ableben führten. Nun treibt ihn nur noch der Wunsch, seinen und insbesondere den Tod seines Sohnes zu rächen. Sie schminkt ihn ähnlich wie Eric Draven (wodurch er das typische Crow-Gesicht erhält). Er fährt auf seinem Motorrad, von der Krähe, die seine Seele zurückbrachte, begleitet, zum Drogenlabor der Gangsterbande, die seinen Sohn tötete. Dort erfährt er von Spider Monkey – einem der Gangster, die ihn und seinen Sohn ermordet hatten –, wo die anderen beteiligten Gangmitglieder zu finden sind, woraufhin Corven Spider Monkey tötet, indem er ein Feuer legt, dem der angeschlagene Spider Monkey nicht entkommen kann.
Curve, ein Bandenmitglied erkennt auf dem Boden vor dem Labor ein großes flammendes Zeichen in Form einer Krähe.
Corven tötet einen der Mörder seines Sohnes nach dem anderen. Judah Earl, der Chef der Bande, lässt Corven suchen. Durch seine blinde Seherin – die wie Sarah ebenfalls Erfahrungen mit Wesen wie Corven hat – erfährt er, dass er Corven nur töten kann, indem er die Krähe tötet, die Corven immer begleitet. Dies gelingt ihm, doch Corven ist nicht tot, sondern dadurch lediglich seiner außergewöhnlichen Fähigkeiten beraubt. Es kommt zur Konfrontation zwischen dem Gangsterboss und Corven, die Corven für sich entscheiden kann.
Allerdings stirbt Sarah auch während dieser Konfrontation, als sie versucht Corven zu beschützen.

## Kritiken
James Berardinelli schrieb auf ReelViews, Vincent Perez sei weniger charismatisch als Brandon Lee im ersten Teil. Die allzeit präsente Gewalt solle die Schwächen der Handlung kompensieren.
Das Lexikon des internationalen Films schrieb: „Ästhetisch ohne den gotisch-düsteren Reiz des ersten Teils, als Popmärchen zu unzeitgemäß, wirr erzählt und von gnadenloser Brutalität gekennzeichnet.“

## Auszeichnungen
Der Film wurde im Jahr 1997 als Bester Film für den International Horror Guild Award nominiert.

## Trivia
- Der Film ist eine Fortsetzung zum Film The Crow – Die Krähe aus dem Jahr 1994. Mit Sarah (dem nun erwachsenen Mädchen aus The Crow) taucht eine Figur aus dem ersten Teil wieder auf. Weitere Fortsetzungen folgten in den Jahren 2000 (The Crow III – Tödliche Erlösung) und 2005 (The Crow – Wicked Prayer), die jedoch keinerlei Überlappungen mit den Vorgängern aufweisen.

- Der Film wurde in Los Angeles gedreht.[4] Seine Produktionskosten betrugen schätzungsweise 13 Millionen US-Dollar. Der Film spielte in den Kinos der USA ca. 17,9 Millionen US-Dollar ein und ca. 7,5 Millionen US-Dollar in den anderen Ländern.[5]

- Unter dem Titel The Crow: City of Angels erschien 1997 ein auf dem Film basierendes Videospiel für den PC, die PlayStation und den Sega Saturn.

- Bei der Band, die beim Tag der Toten auftritt, handelt es sich um die aus Sacramento stammende Rockgruppe Deftones.